# Metepec
Metepec is een voorstad van Toluca de Lerdo, de hoofdstad van de Mexicaanse deelstaat Mexico. Metepec heeft 164.182 inwoners (census 2005) en is de hoofdplaats van de gemeente Metepec.
Metepec is bekend vanwege de koloniale binnenstad en de handnijverheid. De naam Metepec komt uit het Nahuatl en betekent 'berg van de maguey'.